# (1715) Salli
(1715) Salli est un astéroïde de la ceinture principale.

## Description
(1715) Salli est un astéroïde de la ceinture principale. Il fut découvert le 9 avril 1938 à Turku par Heikki A. Alikoski. Il présente une orbite caractérisée par un demi-grand axe de 2,40 UA, une excentricité de 0,24 et une inclinaison de 11,5° par rapport à l'écliptique.

## Nom
L'astéroïde a été nommé en l'honneur de l'épouse du découvreur Heikki A. Alikoski.

## Compléments